# Lucien Hesse
Pour les articles homonymes, voir Hesse.
Lucien Hesse, né à Paris le 10 avril 1866 et décédé à Berlin le 14 septembre 1929, est un architecte français.

## Biographie
Les parents de Lucien Hesse sont domiciliés au no 8 rue des Vosges (3e arrondissement de Paris) lorsqu'il naît le 10 avril 1866. Le père, Camille Anatole, natif de Nancy, est employé ; sa mère est née Hermance Bernard à Lunéville. Ils se sont mariés dix mois avant, le 30 mai 1865. En 1920, Lucien Hesse déclare avoir une fille mariée.
Architecte du Consistoire, Lucien Hesse a construit de nombreux bâtiments, édifices religieux et demeures privées, pour la  communauté juive. En cette qualité, il intervient comme architecte patenté de la maison de refuge pour l'enfance israélite.
Il est domicilié successivement au 90 avenue d'Iéna et au 12 avenue George-V.

## Principales réalisations

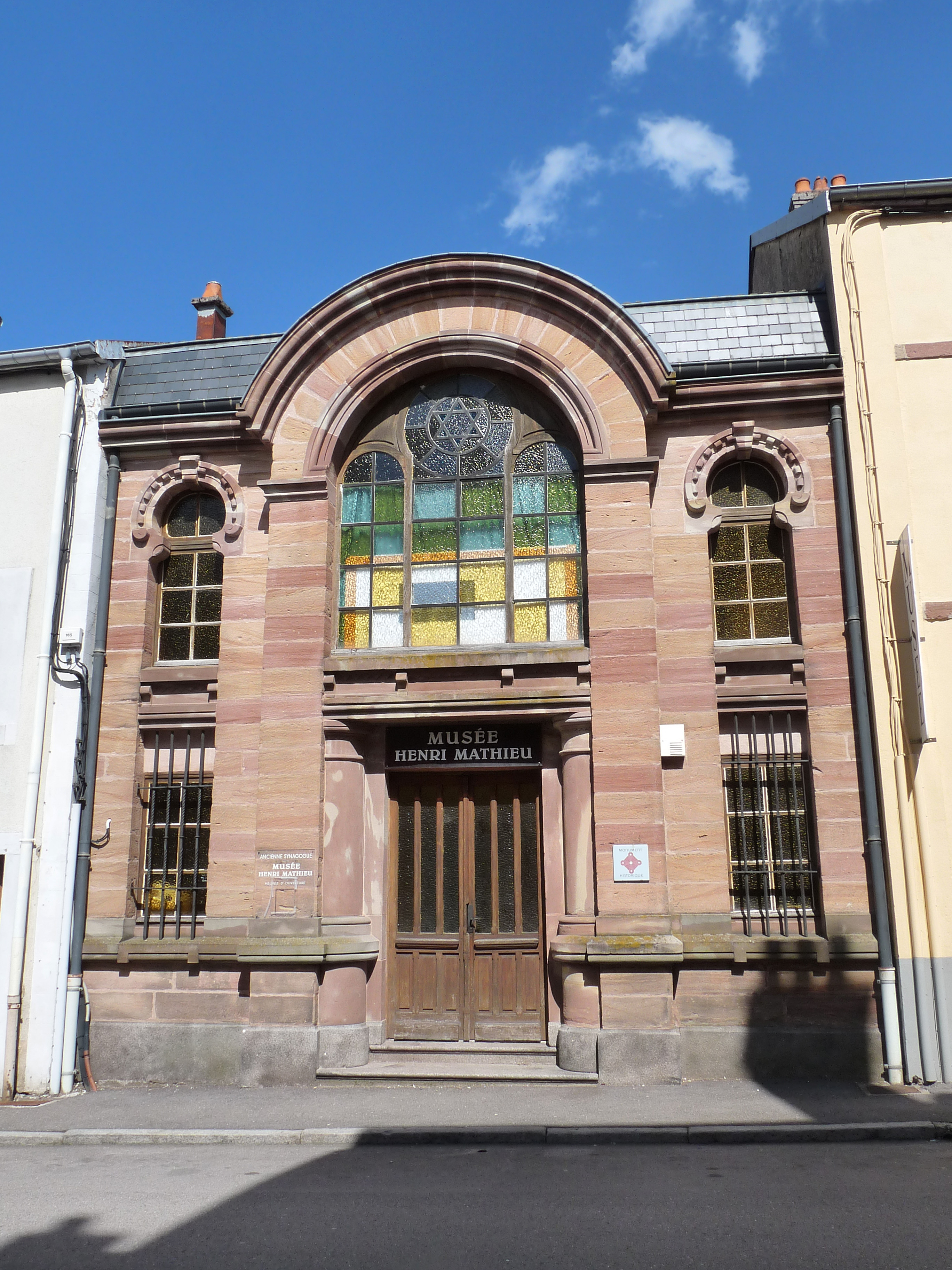
La synagogue de Bruyères.

- École Lucien-de-Hirsch, Paris, 1900-1901[5]
- Chapelle funéraire de la famille Roussel, cimetière ancien de Neuilly-sur-Seine, 1902[6] ; gisant dû au sculpteur Maurice Ferrary, grand Prix de Rome en 1882
- Synagogue de Bruyères, Bruyères, 1903[7],[8]
- Villa Torre Clementina, Roquebrune-Cap-Martin, 1904[9]
- Hôtel pour Auguste Rateau, maire de Royan, aux 10-10 bis, avenue Élisée-Reclus, Paris, 1910-1911[10]
- no 55 boulevard Lannes : immeuble de 1918, inscrit au casier archéologique de la ville de Paris[11].
- Château de la Muette, Paris, 1921-1922[12]
- Synagogue de Belleville, Paris, 1925-1933[13], terminée par son collaborateur Germain Debré

## Décès et suites
La transcription de l'acte de décès montre que l'architecte est décédé au 1, Unter den Linden, où se trouve alors l'Ancienne commanderie de Berlin. Le quotidien Le Temps publie une courte nécrologie qui indique que l'architecte, se trouvant en mission officielle, est mort subitement. La revue Construction moderne précise sa dernière fonction, celle de président de la compagnie des Eaux de Brides.
Les obsèques ont eu lieu dans la plus stricte intimité; son corps repose au cimetière ancien de Neuilly-sur-Seine.
Son agence de l'avenue George V est dès 1929 occupée par la maison de couture Mainbocher.

## Distinctions
Sur le rapport du ministre de l'Hygiène, il se fait remettre les insignes de chevalier de la Légion d'honneur par le philanthrope Henri de Rothschild le 23 novembre 1920.  